# José Carlos Bauer
José Carlos Bauer (São Paulo, 1925. november 21. – São Paulo, 2007. február 4.), általában egyszerűen csak „Bauer”, svájci-afrikai származású brazil labdarúgó-fedezet, edző.
1. ↑  transfermarkt.com. transfermarkt.com . (Hozzáférés: 2017. október 9.)
2. ↑  http://www.iht.com/articles/ap/2007/02/04/sports/LA-SPT-SOC-Obit-Bauer.php